# Sherlock Holmes (film din 1962)
Sherlock Holmes (titlul original în: germană Sherlock Holmes und das Halsband des Todes (aproximativ cu sensul de Sherlock Holmes și colierul morții) este un film de mister din 1962 care a fost regizat de Terence Fisher.  
A fost o coproducție internațională vest-germano-francezo-italiană.  Christopher Lee a interpretat  rolul lui Sherlock Holmes și Thorley Walters  rolul Dr. Watson. Curt Siodmak a scris scenariul, bazat pe personaje create de Sir Arthur Conan Doyle.

## Rezumat
Sherlock Holmes și dr. Watson  încearcă să recupereze un colier purtat anterior de Cleopatra care a fost furat de profesorul Moriarty. Holmes încearcă să convingă poliția că profesorul este un criminal, dar nu este crezut. 

## Distribuție
- Christopher Lee — Sherlock Holmes
- Senta Berger — Ellen Blackburn
- Hans Söhnker — prof. Moriarty
- Hans Nielsen — inspectorul Cooper
- Ivan Desny — Paul King
- Thorley Walters — dr. Watson
- Leon Askin — Charles, șoferul
- Wolfgang Lukschy — Peter Blackburn
- Edith Schultze-Westrum — doamna Hudson
- Bernard Lajarrige — inspectorul francez[5]

## Producție
Scenaristul Universal Monsters Curt Siodmak (Omul-lup) a scris scenariul, pe baza personajelor create de Sir Arthur Conan Doyle. Filmul urma să fie o adaptare a romanului final a lui Doyle cu Holmes, Valea terorii, dar au rămas doar elemente minore din această povestire.
Producătorul vest-german Artur Brauner a conceput inițial filmul ca fiind primul dintr-o serie de filme germane.  Regizorul Terence Fisher a scris note către Brauner, plângându-se că filmul este prea static și nu suficient de cinematografic, ceea ce a dus la mai multe rescrieri ale unor scenariști nemenționați.
Filmările au avut loc în iulie și august 1962 în Irlanda, Londra și la Studiourile Spandau din Berlin.
Lee a avut un nas fals pentru a-l juca pentru prima dată pe celebrul detectiv. (Ulterior, el a reprimit rolul la TV, în 1991, în Incident at Victoria Falls și în 1992, Sherlock Holmes and the Leading Lady). Lee și restul distribuției au fost dublate în limba germană. Cu toate că Sherlock Holmes und das Halsband des Todes a fost filmat inițial în engleză, pista audio în limba engleză a fost înregistrată în post-producție de către diferiți actori, în special americani. Filmul are o partitură de jazz creată de Martin Slavin. 
Thorley Walters l-a jucat din nou pe Dr. Watson în The Best House in Lonon (1969), The Adventure of Sherlock Holmes 'Smarter Brother (1975) și Silver Blaze (1977).

## Lansare
Premiera germană a filmului a fost la  30 noiembrie 1962. Versiunea italiană a fost lansată la 3 mai 1963, iar cea franceză (Sherlock Holmes et le collier de la mort) la 20 mai 1963. Sherlock Holmes und das Halsband des Todes nu a fost lansat în cinematografele din Anglia până în 1968 și în Statele Unite a fost transmis în premieră la televiziune.

## Reacții
Fisher și Lee nu au fost mulțumiți de acest film. Fisher l-a numit „un film care merită lăsat în urmă”  și Lee a spus despre acesta: „Păcat de acest film, în mai multe feluri. Niciodată nu ar fi trebuit să facem acest lucru în Germania cu actori germani, cu toate că am avut un director de artă britanic și un regizor britanic. A fost un amestec de povestiri alcătuit de producătorii germani, care au distrus filmul. Portretizarea lui Holmes este, cred eu, unul dintre cele mai bune lucruri pe care le-am făcut vreodată pentru că am încercat să-l joc cu adevărat așa cum a fost scris, ca un om foarte intolerant, argumentativ, dificil și am arătat extraordinar de mult ca el cu machiajul."
Segnalazione Cinematografiche a criticat filmul pentru reducerea poveștii la banalități și pentru că este o adaptare neîngrijită cu performanțe modeste ale regizorului și ale actorilor. Cu toate acestea,  Lexiconul german al filmelor internaționale l-a numit „un joc de detectivi amuzant”, stabilit la sfârșitul secolului, care a fost destul de aproape de a recrea „atracția ciudată” a aventurilor lui Holmes de Conan Doyle.